# لقمه‌ماهی شش‌آبششه
لقمه‌ماهی شش‌آبششه (نام علمی: Hexatrygon bickelli) نام یک گونه از راسته لقمه‌ماهی‌سانان است.